# جغرافیای پاراگوئه

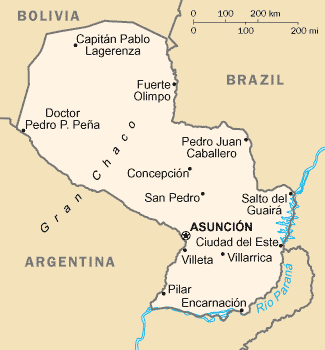
نقشه پاراگوئه

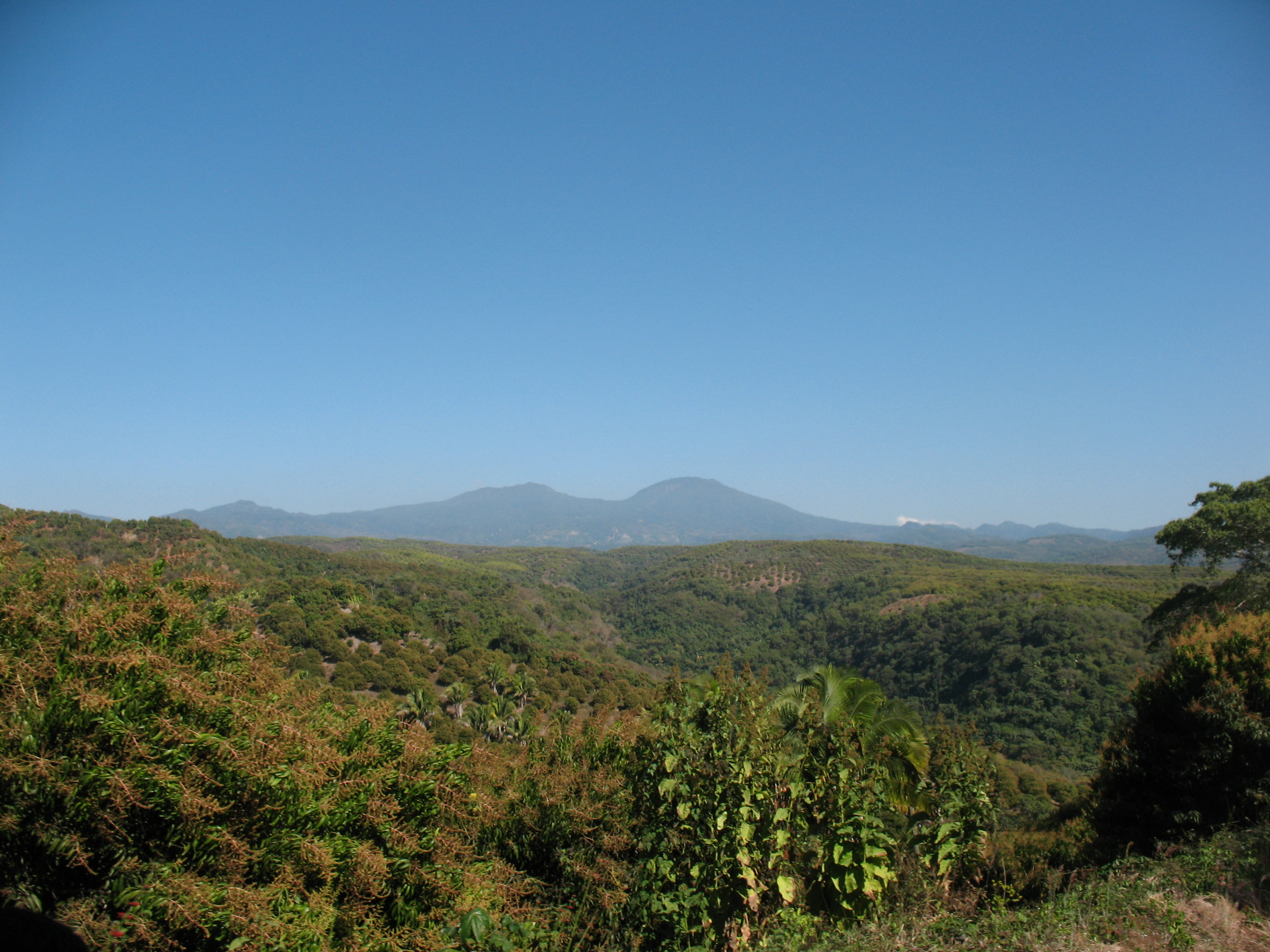
پارک ملی سروو کورا

پاراگوئه کشوری در آمریکای جنوبی است که با برزیل، آرژانتین و بولیوی هم‌مرز است. رود پاراگوئه (به اسپانیایی: Río پاراگوئه) این کشور را به مناطق مختلف مختلف شرقی و غربی تقسیم می‌کند.
پاراگوئه از شرق با برزیل، جنوب و غرب با آرژانتین و از شمال با بولیوی مرز دارد. در کنارهٔ جنوب شرقی، رودخانهٔ پارانا قرار دارد که سد ایتایپو، به‌طور مشترک با برزیل بر روی آن احداث شده‌است. این سد در حال حاضر بزرگترین نیروگاه برق‌آبی در دنیا است و تقریباً تمام برق مورد نیاز پاراگوئه را تأمین می‌کند. نیروگاه برق‌آبی دیگری که بر روی رودخانهٔ پارانا قرار دارد، سد یا کیرتا) یاکیرتا است که به‌طور مشترک بین آرژانتین و پاراگوئه احداث شده‌است. امروزه پاراگوئه بزرگترین صادرکنندهٔ نیروی برق‌آبی در دنیا است.
آب و هوای محلی بین آب و هوای شبه استوایی تا آب و هوای معتدل تغییر می‌کند، در نواحی شرقی بارش زیاد باران و در نواحی غربی مناطق تقریباً خشک به چشم می‌خورند.